# Ellie Levins
Ellie Levins (1976) è un'ex sciatrice alpina statunitense.

## Biografia
Slalomista pura originaria di White Bear Lake e sorella di Joe, a sua volta sciatore alpino, in Nor-Am Cup la Levins esordì il 7 gennaio 1995 a Mont Orford (19ª) e prese per l'ultima volta il via il 5 gennaio 1996 ad Attitash, quando conquistò il suo unico podio (3ª); si ritirò durante la stagione 1996-1997 e la sua ultima gara fu uno slalom speciale universitario disputato l'8 febbraio a Dartmouth. Non debuttò in Coppa del Mondo né prese parte a rassegne olimpiche o iridate.

## Palmarès

### Nor-Am Cup
- 1 podio (dati dalla stagione 1994-1995):
  - 1 terzo posto